# Стадницкий, Ян Францишек
Ян Францишек Стадницкий из Жмигруда (пол. Jan Franciszek Stadnicki; 1656 — 13 августа 1713, Красныстав) — польский государственный и военный деятель, хорунжий надворный коронный (с 1685), воевода волынский (1697—1713), дидич Хшанува.

## Биография
Представитель польского шляхетского рода Стадницких герба «Шренява II». Сын каштеляна пшемысльского Викторина Стадницкого (ок. 1630—1684) и Терезы Томиславской. Брат Юзефа Антония Стадницкого (? — 1736), каштеляна любачувского.
Военную службы начал около 1667 года в панцирной хоругви, в 1673 году получил чин поручика. В 1678 году Ян Францишек женился на Александре Барбаре Стадницкой, дочери Анджея Самуила (? — 1678), которая принесла его богатое имение — Леско. В декабре 1680 года он на сеймике Русского воеводства был избран послом (депутатом) на сейм 1681 года. В 1683 году он во второй раз был избран послом на сейм. 19 октября 1685 года Ян Францишек Стадницкий получил королевский привилей на должность хорунжего надворного коронного. Во время междуцарствия после смерти короля Яна III Собеского он подписан на вишенском сеймике 27 июля 1696 года акт конфедерации Русского воеводства. Был ротмистром Саноцкой земли.
В 1696 году на элекционном сейме Ян Францишек Стадницкий первоначально выступал в поддержку кандидатуры французского принца Франсуа де Конти. 5 июля 1697 года Ян Францишек Стадницкий подписал в Варшаве объявление о поддержке свободных выборов, на которые была созвана шляхта для защиты нарушенных прав Речи Посполитой. Однако вскоре он перешел на сторону саксонского курфюрста Фридриха Августа, участвовал в Кракове в коронации Августа II, а затем в коронационном парламенте. В умиротворяющем парламенте 1699 года вошел в комиссию по охране границ с Венгрией. В феврале 1702 года он участвовал в совете сената в Варшаве. Он был назначен в 1703 году в комиссию по проверке королевской казны, а затем в пограничную комиссию с Венгрией и в качестве резидента на стороне короля. В августе 1704 года шведы вновь появились в Леско, ранее они грабили замок в Леско, в 1702 году арестовали Яна Францишека Стадницкого и отвезли его в Ярослав. Когда в 1706 году шведская армия оккупировала Волынь, он был вынужден издавать универсалии для местной знати, вероятно, призывая к поддержке Станислава Лещинского. Однако он поддерживал постоянную переписку с верным канцлером короля Августа II Яном Шембеком, сообщая ему обо всех своих контактах со шведами и Станиславом Лещинским. Он пытался спрятаться от шведов. 7 февраля 1707 года он подписал акт поддержки Сандомирской конфедерации во Львове. В 1707—1710 годах Ян Францишек принимал активное участие на собрании сеймика Саноцкой земли. В 1708 году он стал вице-маршалком фискальных судов, он также занимался организацией защиты земель от разбойников. В конце 1712 года он был в Люблине и Варшаве, в январе 1713 года ему пришлось вернуться в Пшемысль, чтобы защитить свои имения от армии, грабящей их, в феврале он был в совете сената в Варшаве. Он скончался в Красныставе, похоронен в Леско 13 августа 1713 года.
Покупал имения за значительную сумму, приобрел поместья Ивонич, Плонна, Небещаны с окрестностями, Воютичи, Буковско, Токарня, Радошице и Арламув. Владел городом Турийск на Волыни. После его смерти в хранилище было найдено 520 799 злотых.
Реконструировал замок в Леско после шведского разрушения, воссоздал сад в итальянском стиле со скульптурами и фонтаном. Он был основателем монастыря босых кармелитов в Загуже. Учредил пребенду святого Иоанна крестителя в Леско (1713), а также костёл Святой Екатерины в Воютичах.
От брака с Александрой Барбарой Стадницкой у него было трое детей:
- Анна Стадницкая (? — 1733), жена Петра Константина Стадницкого, каштеляна войницкого
- Юзеф Игнацы Стадницкий (1686—1715)
- Казимир Стадницкий (1696—1718), староста либушский.